# Lecidea roseotincta
Lecidea roseotincta är en lavart som beskrevs av Brian John Coppins och Tor Tønsberg. Lecidea roseotincta ingår i släktet Lecidea, och familjen Lecideaceae. Enligt den svenska rödlistan är arten akut hotad i Sverige. Arten förekommer i Svealand. Artens livsmiljö är våtmarker, skogslandskap.